# 左心室
左心室是人類心臟四個心室之一，而四心室則包括兩個心房和兩個心室。它會接收來自左心房的動脈血，再把之泵入主動脈以把含氧血供應全身。在此途中，含氧血會經過兩個活瓣，一是位於左心房和左心室之間的二尖瓣，另一個就是位於大動脈的大動脈瓣，它們都用以防止血液倒流。

## 形狀
與右心室比之，左心室的形狀是更長，亦更像圓錐。其橫切也呈現一個橢圓形或接近圓形的輪廓。胸肋面，即心臟的前面，主要由右心室組成，亦有小部份是由左心室組成。然而，左心室不但組成了心尖，也組成心的隔面的大部份，而隔面就是器官與橫膈膜接觸的那一面。為了以一個高的血壓把血液泵出，左心室的肌肉比右心室的更厚，也更發達。

## 發展
由青少年的年紀開始，左心室的肌壁會變厚，使之比右心室的厚三至六倍。這亦反映左心室在泵血過程中會造出比右面多五倍的壓力。在每一次心跳中，左心室會接受來自肺靜脈大約處於80托（相當於接近11千帕斯卡的壓力）的血，接著把血壓推高至大約120托（相當於16.3千帕斯卡）以將之送入大動脈。（所有壓力值是在心臟處於休息狀態下量度，亦為與被訂為零的參考壓力的周邊大氣層壓力相對的相對值。）

## 功能
一個正常的心臟，其左心室的肌肉一定可以︰
1. 在每一次收縮後瞬速放鬆以讓來自肺靜脈的含氧血快速地填充，此即心臟舒張期的放鬆與填充。
2. 瞬速的激烈收縮以推動大量的血液進入大動脈，克服非常高的大動脈壓力及提供額外的壓力以延伸大動脈和其他的主要動脈且為突然上升的血量提供足夠的空間，此即心臟收縮期的收縮和外排。
3. 在中樞系統控制下，瞬速地增加或降低其抽泵能力。

## 抽泵容量
一個正常成人心臟在處於靜息狀態下可以每分鐘大約泵出五升血液。最大的輸出能力可以由非運動員的大約每分鐘二十五升至達奧林匹克水平的運動員的大約每分鐘四十五升。

## 左心室肥大
左心室肥大本身並非一種疾病，但往往是心臟病的先兆。左心室肥大可以是一種心肌對有氧運動和力量訓練的自然反應，也會是對心血管疾病和高血壓的病理反應，不過更可以由增加心臟後負荷或心肌的疾病引起。當然，無論如何這種擴大並非永久。在一些個案中，這種增生會隨著血壓的下降而回復。

## 附加圖片

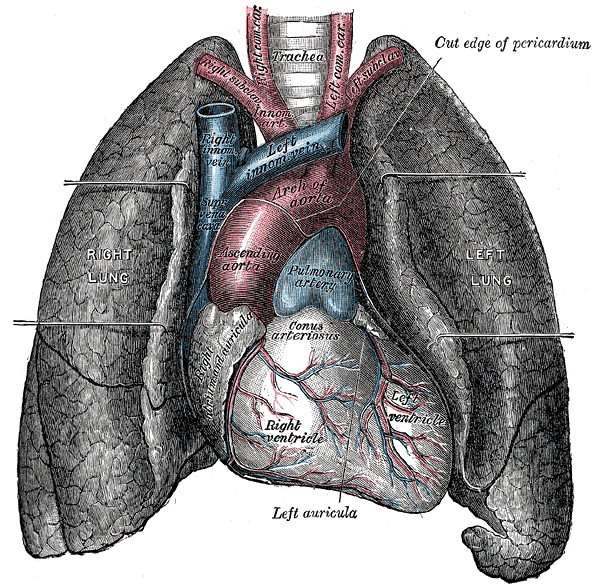
肺和心的正前方
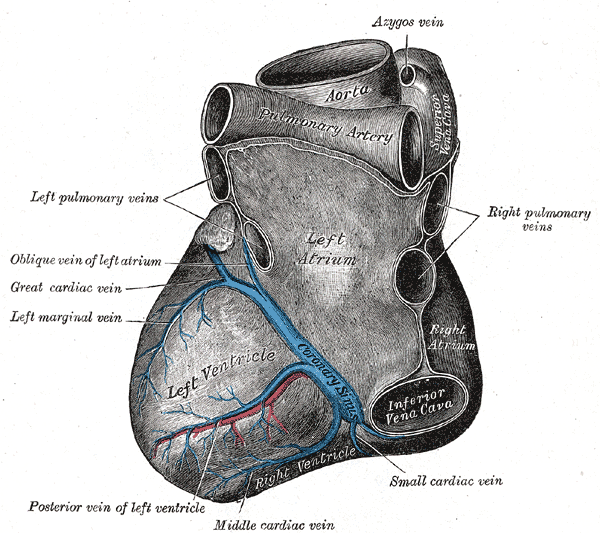
心臟的底部和隔面
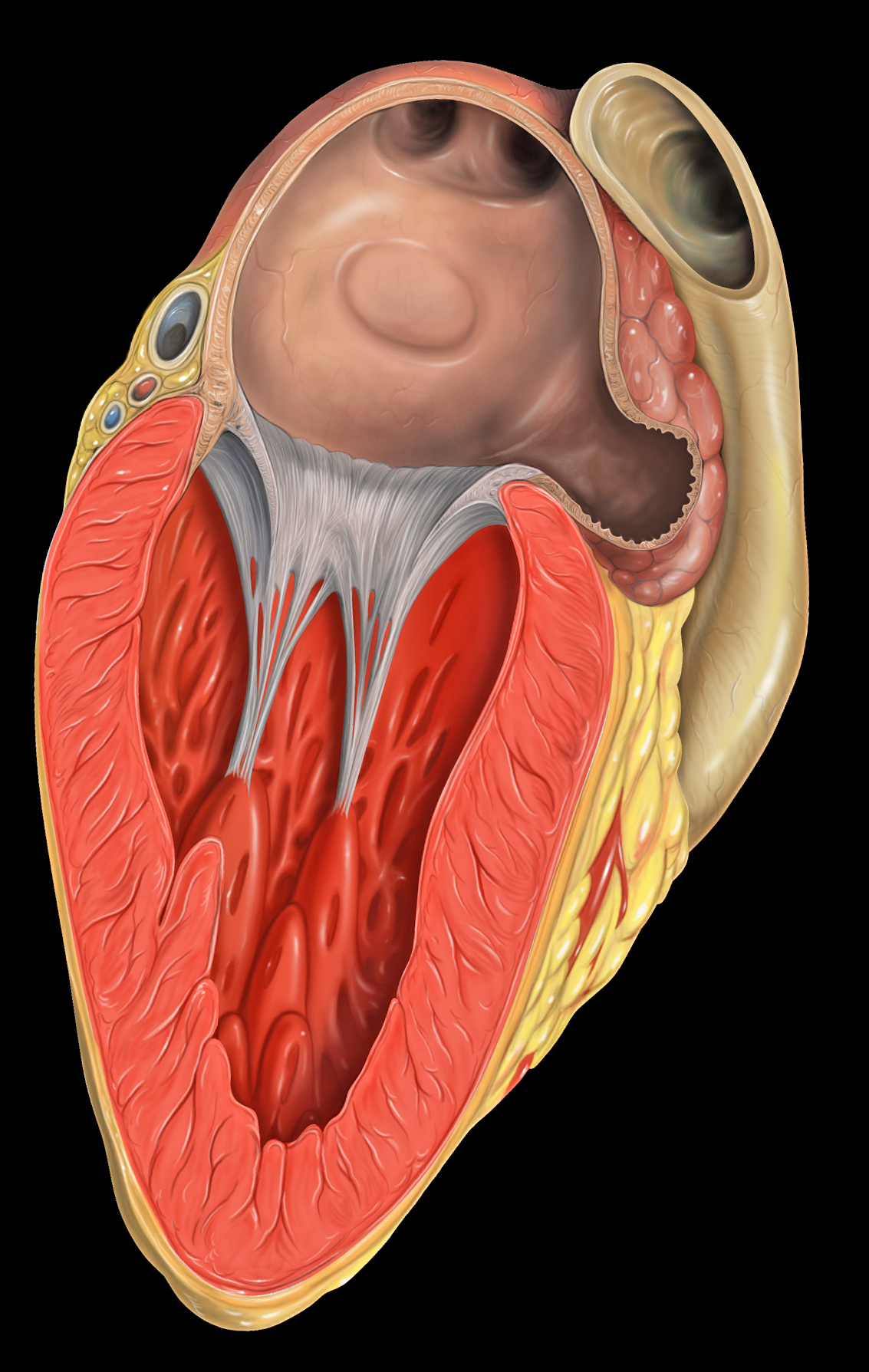
左心房及左心室的切割面

## 外部連結
- 在uc.edu上的解剖圖片